# Holubinka rudonohá
Holubinka rudonohá (Russula rhodopus), jinak také holubinka rudotřenná, je druh houby z čeledi holubinkovitých (Russulaceae).

## Znaky
Klobouk je 3,5–14 cm široký, tvarem nejprve polokulovitý a mírně podvinutý se postupně rozevírá na klenutý až na plochý, přičemž se středová část mělce vmačkává. Okraje jsou v dospělosti krátce rýhované. Pokožka je lesklá, zdrsnělá, po dešti lepkavá a slizká, možno ji sloupnout do zhruba 2/3 poloměru klobouku. Barvu má výrazně červenou, střed bývá zbarven do tmavšího odstínu či do černa.
Lupeny jsou ztlustlé, křehké, bílé, krémové až světle okrové, hustě proložené menšími lupénky, u třeně jsou volné či úzce připojené, na klobouku jsou středně hustě uspořádané. Výtrusný prach je smetanový až žlutavý.
Třeň dorůstá do délky 4–8 cm, je válcovitý, vřetenovitý či kyjovitý, ojíněný, v dospělosti podélně vrásčitý, v závislosti na stáří plný až houbovitě vycpaný, bílý, ve spodní části růžový, báze je ztloustlá, nažloutlá.
Dužnina je v mládí pevná, pak křehká, bílá, na řezu a stárnutím žloutne, pod pokožkou má červenavý nádech, chuťově je nepříjemně hořkopalčivá, voní slabě po ovoci.

## Užití
Nejedlá houba

## Ekologie
Tento druh holubinky roste nehojně od července do listopadu v jehličnatých (především smrkových) lesích vyšších poloh, preferuje podmáčená, kyselá stanoviště, je možno jej najít i v rašeliníku.

## Rozšíření
Výskyt druhu byl popsán v oblastech Evropy (konkrétně Dánska, Skandinávie a Alp) a Číny.

## Galerie

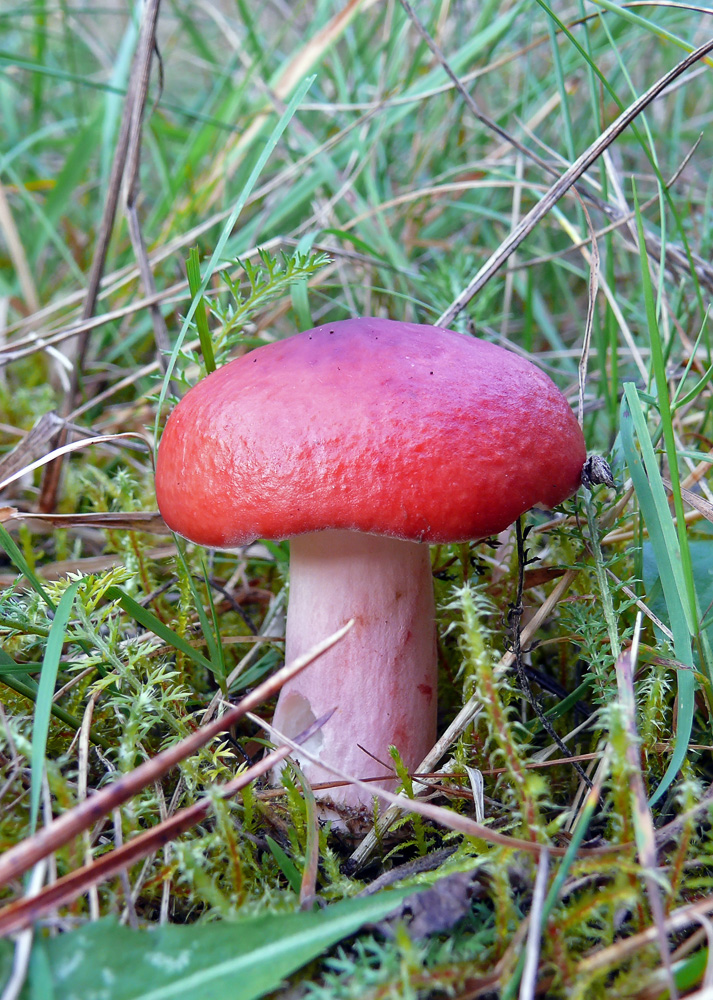
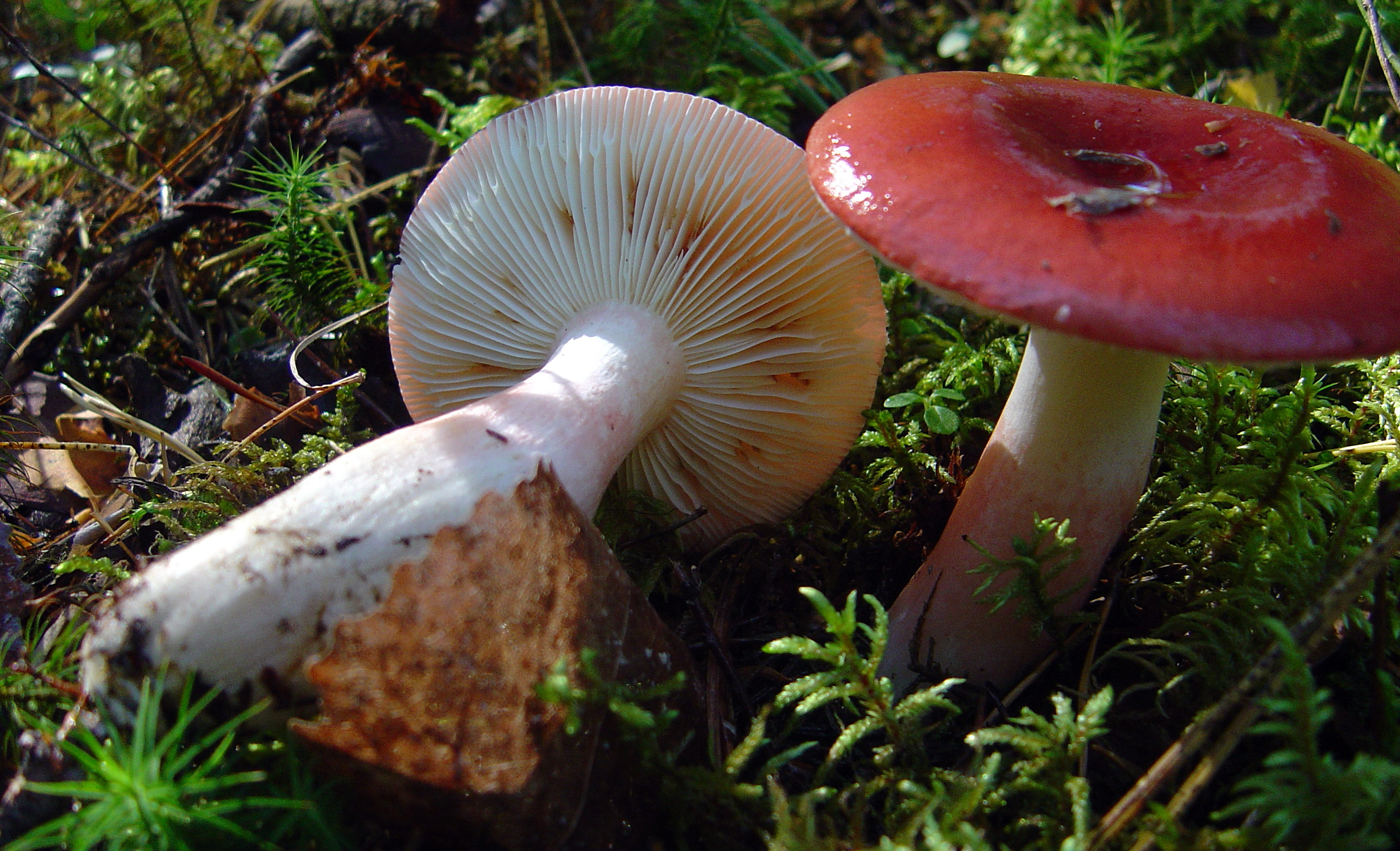
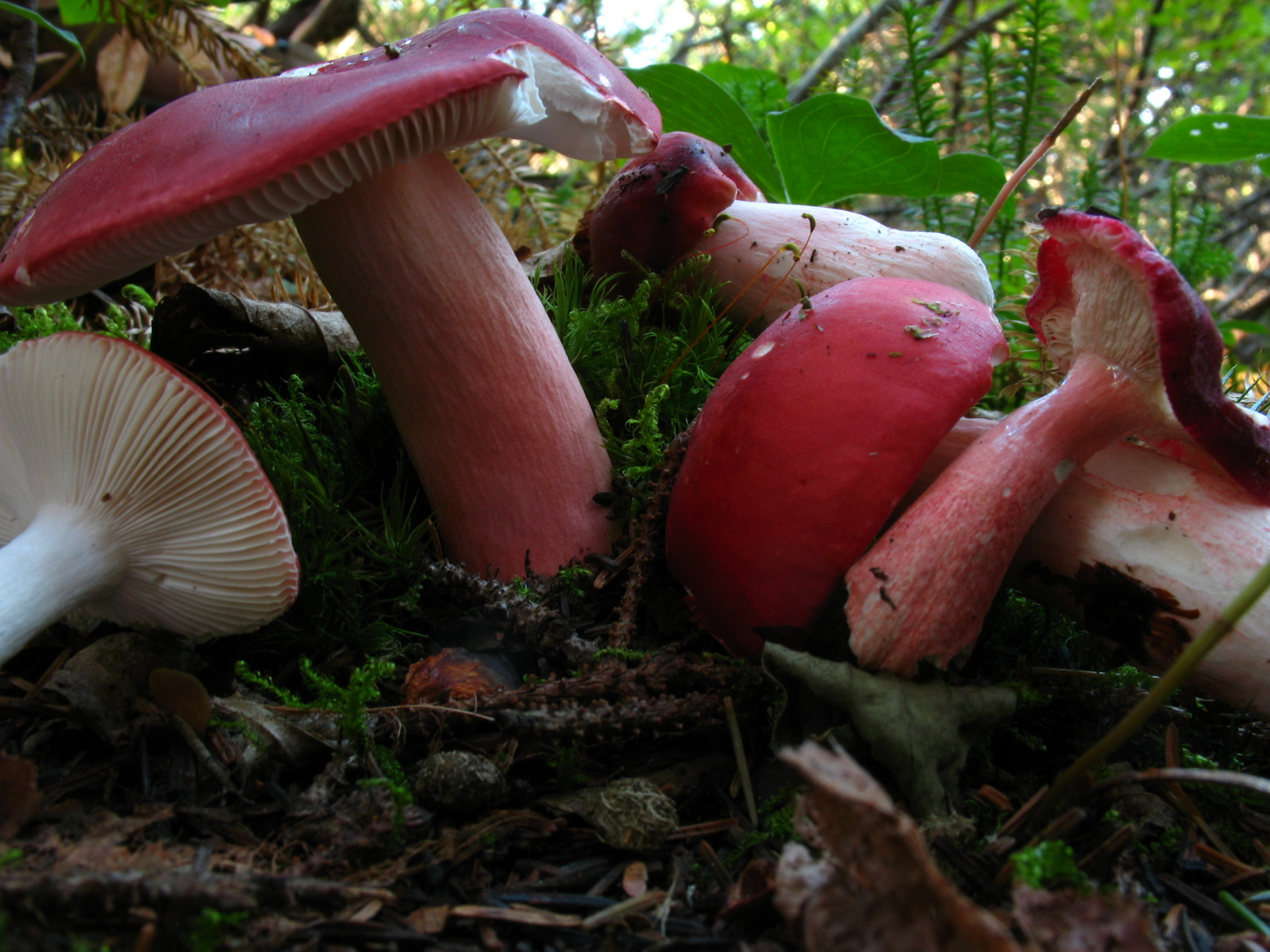

## Možnost záměny
- Holubinka jahodová (Russula paludosa)
- Holubinka šednoucí (Russula grisescens)
- Holubinka vrhavka (Russula emetica)
- Holubinka krvavá (Russula sanguinaria)
- Holubinka rašelinná (Russula helodes)